# Die kleine Hexe
Die kleine Hexe ist ein Kinderbuch von Otfried Preußler aus dem Jahr 1957. Es erschien zunächst im Thienemann Verlag und wurde seither in 47 Sprachen übersetzt. Das Buch kam 1958 auf die Auswahlliste zum Deutschen Jugendbuchpreis. Alle Ausgaben enthalten die Illustrationen von Winnie Gebhardt-Gayler.

## Inhalt
Die kleine Hexe, deren sehnlichster Wunsch es ist, mit den großen Hexen auf dem Blocksberg herumfliegen zu dürfen, lebt mit ihrem sprechenden Raben Abraxas in einem kleinen, windschiefen Häuschen im Wald. Beim Versuch, sich in der Walpurgisnacht unerlaubt den anderen Hexen anzuschließen, wird sie entdeckt und ihr Hexenbesen zur Strafe verbrannt. Es wird ihr aber in Aussicht gestellt, an der nächsten Walpurgisnacht teilnehmen zu dürfen, wenn sie es bis dahin zu einer guten Hexe gebracht habe.
Nun bemüht sich die kleine Hexe ein Jahr lang, ausreichend gute Taten zu vollbringen, hilft armen Menschen, bestraft Bösewichte, rettet Tiere und findet neue Freunde. Als sie sich wieder beim Hexenrat meldet, stellt sich jedoch heraus, dass nach Auffassung des Hexenrats eine Hexe gut darin sein soll, böse zu sein. Also soll sie damit bestraft werden, das Holz für den Scheiterhaufen der Walpurgisnacht zusammenzutragen. Stattdessen aber rächt sie sich, indem sie den großen Hexen „das Hexen abhext“ und deren Zauberbücher und Besen herbeizaubert. Dadurch können sie sich nicht mehr das Hexen beibringen. Die Besen und Bücher benutzt sie dann als Scheiterhaufen für ihre eigene Walpurgisnacht.

## Figuren
Die kleine Hexe

Die kleine Hexe ist die Hauptperson der Geschichte. Sie hat das für Hexen bescheidene Alter von einhundertsiebenundzwanzig Jahren und gilt als besonders freundlich und ehrgeizig. Sie lebt im tiefen Wald in einem Hexenhaus mit windschiefem Dach, einem krummen Schornstein und klapprigen Fensterläden. Täglich übt sie sechs Stunden das Hexen, meist sitzt sie dabei vor dem Ofen.
Abraxas

Abraxas ist ein sprechender Rabe und der beste Freund der kleinen Hexe. Er ist sehr klug und gibt ihr Ratschläge, wenn sie mit Problemen zu kämpfen hat, allerdings kritisiert er auch Fehler, die sie beim Hexen macht.
Die Wetterhexe Rumpumpel

Die Muhme Rumpumpel ist die Gegenspielerin der kleinen Hexe. Als Wetterhexe liegt ihr Talent insbesondere im Bereich des Wetters. Sie entdeckt die kleine Hexe bei der ersten Walpurgisnacht und bringt sie zur Oberhexe. Als daraufhin die kleine Hexe eine gute Hexe werden soll, wird sie von der Muhme Rumpumpel beschattet, die ihre guten Taten aufschreibt und sie vor dem Hexenrat präsentiert. Der Name "Rumpumpel" kommt von dem französischen Wort "Ripopée", das so viel bedeutet wie "Gemisch von Weinneigen". Die Begriffe "Rumpumpel" oder "Rumpompel" verwendet Lieselotte von der Pfalz in ihren Briefen vom französischen Königshof regelmäßig als abschätzige Bezeichnung für die Marquise de Maintenon, die sie hin und wieder auch als "Hexe" bezeichnet.
Thomas und Vroni

Thomas und Vroni sind die Kinder des Dorfwirts. Als sich die beiden beim Pilzesuchen im Wald verirren, freunden sie sich mit der kleinen Hexe an, und sie hilft ihnen, dass sie wieder zurück nach Hause finden. Daraufhin laden Thomas und Vroni die kleine Hexe zum Schützenfest ein. Dort soll aber der Ochse Korbinian, der beste Freund der Kinder, dem Schützenkönig als Preis überreicht und geschlachtet werden. Die kleine Hexe verzaubert deshalb die Gewehre, sodass als einziger Thomas trifft. Er wird Schützenkönig und kann den Ochsen Korbinian behalten.
Die Oberhexe

Die Oberhexe ist das Oberhaupt der Hexen. Sie sitzt auf einem Thron, der aus Ofengabeln gefertigt ist. Sie wird als bösartig, aber dennoch kooperativ beschrieben und ist für die Bestrafungen der Hexen zuständig, wenn diese beispielsweise verbotenerweise am Freitag hexen. Im Gegensatz zu Rumpumpel und den anderen Hexen war sie anfänglich recht freundlich zur kleinen Hexe. Das änderte sich jedoch, als im Hexenrat bekannt wurde, dass die kleine Hexe gute Taten vollbracht hatte.

## Entstehung
Nach Angaben des Autors entstand die Erzählung von den Taten der kleinen Hexe nach eigenen Gute-Nacht-Geschichten, die er seinen drei Töchtern abends erzählte, um ihnen die Angst vor „bösen Hexen“ zu nehmen. Nachdem er sie dann auch in der Schule unter großem Anklang seiner Zuhörer erzählt hatte, begann er, sie aufzuschreiben.
Im Januar 2013 wurde eine vom Thienemann Verlag geplante Neuausgabe des Werks zum Gegenstand von Medienberichten, weil darin einzelne Wörter gegenüber der Ursprungsversion verändert werden sollten. Der Verlag reagierte damit auf einen Brief des Journalisten Mekonnen Mesghena. Nach Angaben des Verlags sei eine Modernisierung des Textes bezüglich des heutigen Sprachgebrauchs nicht mehr üblicher Begriffe vorgesehen. Als Beispiele wurden die Wörter „Neger“, wichsen und „Zigeuner“ genannt, die laut der Stellungnahme des Verlags nicht mehr im ursprünglichen Bedeutungsgehalt gebraucht oder verstanden würden. Die Änderungen wurden in Abstimmung mit der Familie des Autors erarbeitet, die zunächst jede Textveränderung abgelehnt hatte. Die Neuauflage erschien im Juli 2013.

## Adaptionen

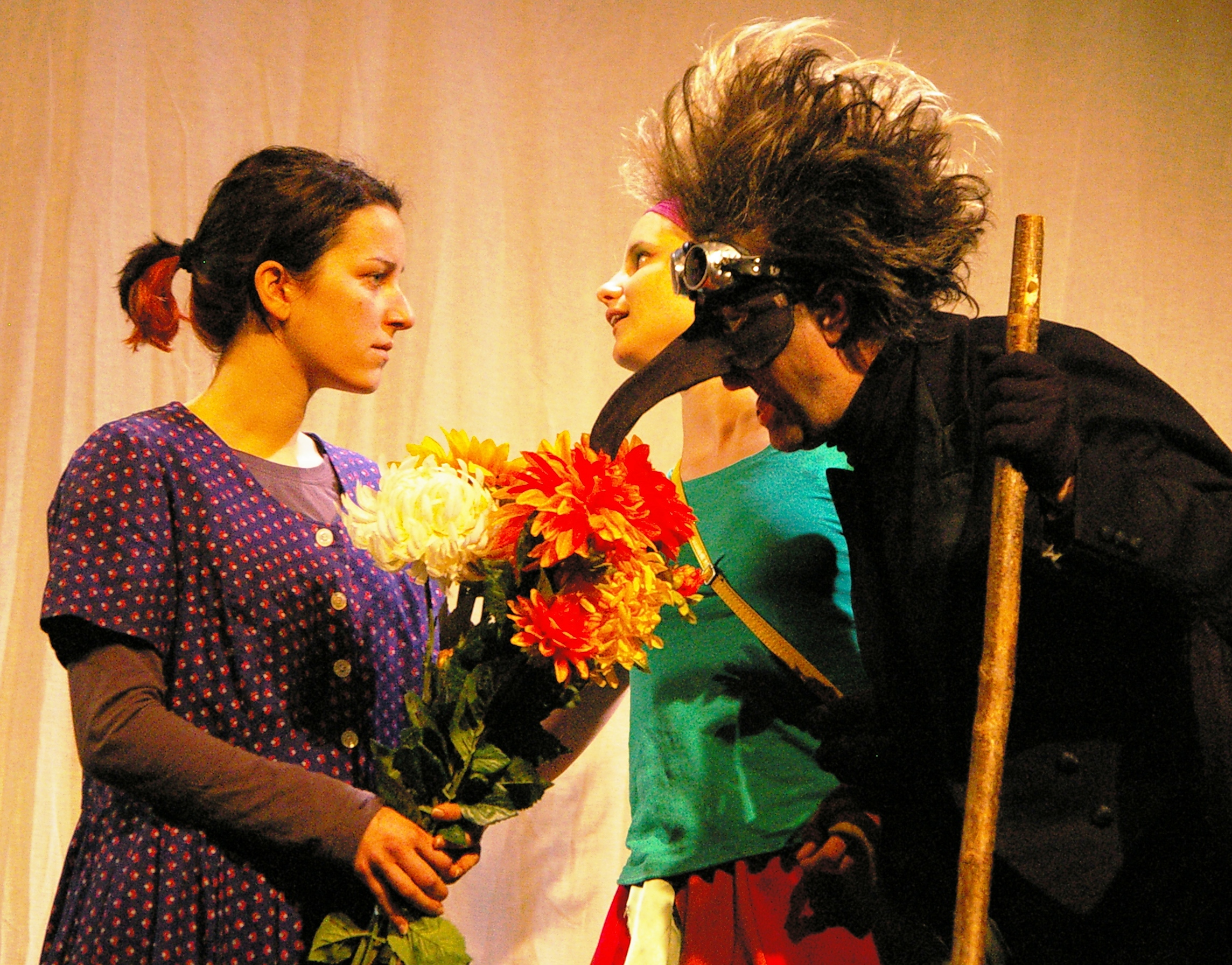
Theater Holzhausen (Salzburg) – Die kleine Hexe (von links: Verena Ehrschwendtner, Nina Ferner, Johann Winkler)

### Audiomedien
1970, 1971 und 1977 brachte die Firma Phonogram auf ihren Labels Philips und Fontana eine Hörspielfassung des Buches auf Schallplatte und Musikkassette heraus. Diese Produktion ist heute beim Nachfolgelabel Karussell erhältlich. Die Stimme der kleinen Hexe spricht Brigitte Koesters, der Erzähler ist Hans Baur. 2008 erfolgte von Karussell eine Neuproduktion des Hörspiels mit Anna Thalbach als kleine Hexe und Peter Striebeck als Erzähler.
2005 erschien von Robert Metcalf beim Audio Verlag ein Sprach-Hörspiel für Kinder unter dem Titel Englisch lernen mit Otfried Preußler – Die kleine Hexe. 2007 brachte der Verlag in Zusammenarbeit mit dem WDR ein weiteres Hörspiel mit den Stimmen von Laura Maire, Jens Wawrczeck und Andreas Pietschmann heraus. Es wurde 2009 vom Hörbuch-Preis Hörkules mit dem Kinder-Publikumspreis Hörkulino ausgezeichnet.
Im selben Jahr wurde ebenfalls vom Audio Verlag das Werk als Hörbuch mit Heike Makatsch als Sprecherin veröffentlicht. 2017 brachte der Verlag Die kleine Hexe erneut als ungekürzte Lesung mit Karoline Herfurth heraus. 2018 folgte das Hörspiel zur Realverfilmung. 

### Filme
1969 wurde die kleine Hexe erstmals für das Fernsehen als Marionetten- und Puppenfilm unter der Regie von Albrecht Roser herausgebracht. Das japanische Fernsehen in Tokio verfilmte 1975 eine von Preußler geschriebene Theaterfassung. 1984 erfolgte die tschechoslowakisch-deutsche Produktion eines Zeichentrickfilms unter dem Originaltitel Malá čarodějnice, der 1986 in Deutschland als Die kleine Hexe bzw. Wie die kleine Hexe das Zaubern lernte erschienen ist.
Im Gegensatz zur literarischen Vorlage von Otfried Preußler ist die kleine Hexe in diesem Film ein kleines Mädchen, und der Rabe Abraxas stellt nicht nur einen klugen Ratgeber dar, sondern wird auch ein Lebenshelfer, ohne den sie gegen den Hexenrat nicht siegen könnte. 1986 veröffentlichte das sowjetische Fernsehen unter der Regie von Anatoly Slyassky den Realfilm Kleine Baba Jaga, dessen Handlung auf Preußlers Werk basiert. Ein weiterer Zeichentrickfilm wurde 1991 in der Sowjetunion unter dem Titel Kleine Hexe veröffentlicht.
In einer deutsch-schweizerischen Koproduktion hat die Claussen & Putz Filmproduktion München im Februar 2018 eine neue Realverfilmung auf den Markt gebracht, Die kleine Hexe mit Karoline Herfurth in der Hauptrolle.

### Theater
Otfried Preußler schrieb 1973 eine Bühnenfassung für Die kleine Hexe. Die Uraufführung war im Südostbayerischen Städtetheater in Landshut. Das Buch war auch Vorlage für weitere Inszenierungen vieler Theater und Puppentheater, wie beispielsweise bei Gerhards Marionetten, der Augsburger Puppenkiste, dem Mimikry Figurentheater Köln von Petra Wolfram (das seine Inszenierung nach einigen Jahren an das Figurentheater Köln von Andreas Blaschke übergab), dem Münchner Marionettentheater, der Freilichtbühne Bökendorf, der Waldbühne Sigmaringendorf, der Naturbühne Steintäle, der Freilichtspiele Bad Bentheim und der Waldbühne Otternhagen.

## Ausgaben (Auswahl)
- Otfried Preußler: Die kleine Hexe, Thienemann Verlag, Stuttgart [u. a.] 2005, ISBN 978-3-522-10580-4.
- Otfried Preußler: Die kleine Hexe Schulausgabe, Thienemann Verlag, Stuttgart [u. a.] 2007, ISBN 978-3-522-17920-1.
- Otfried Preußler: Die kleine Hexe, bearbeitet von Barbara Sum, Reihe Deutsch – leichter lesen, Ernst Klett Sprachen, Stuttgart 2020, ISBN 978-3-12-674102-6

## Sekundärliteratur
- Thomas Post: Volksmärchen, Märchen, Fantastik. Die fantastische Märchenwelt von Otfried Preußler. epubli GmbH, Berlin 2015, ISBN 3-7375-4003-9

## Rezeption
- Die kleine Hexe – Die heile Welt ist anderswo, Rezension. In: Frankfurter Allgemeine Sonntagszeitung, 31. März 2007

## Medien
Audio-CD
- Die kleine Hexe. WDR-Hörspiel. Der Audio Verlag, ISBN 978-3-89813-661-7.
- Die kleine Hexe. Lesung. Der Audio Verlag, ISBN 978-3-86231-981-7.
- Die kleine Hexe. Das Original-Hörspiel zum Film. Der Audio Verlag, ISBN 978-3-7424-0063-5.